# ۳۵۹ (میلادی)
۳۵۹ (میلادی) سیصد و پنجاه و نهمین سال تقویم میلادی است.

## رویدادها
- شاپور دوم، پادشاه ساسانی طی نبرد آمد موفق به باز پسگیری آمد (دیاربکر امروزی در ترکیه) از رومیان می‌شود.

## زادگان
- ۱۸ آوریل - گراتیان، امپراتور روم

## درگذشتگان
‎